# Emil Possehl

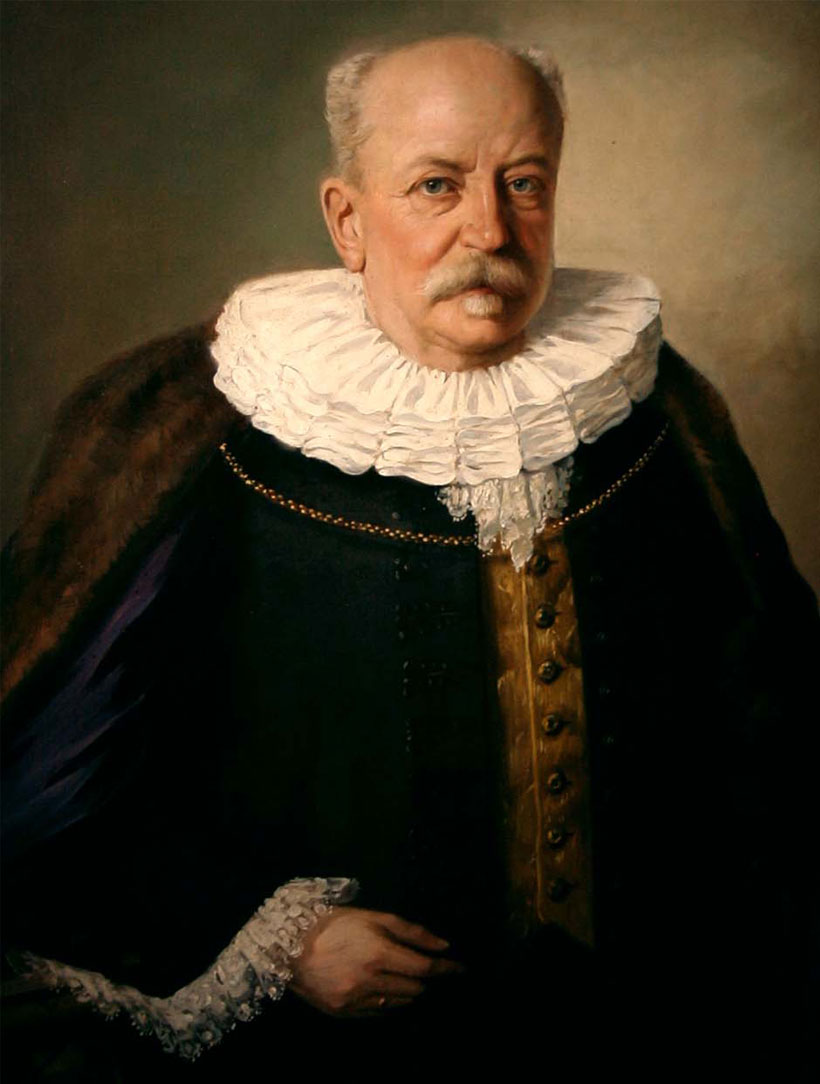
Emil Possehl in Senatoren-Amtstracht von 1813

Johannes Ludwig Emil Possehl (* 13. Februar 1850 in Lübeck; † 4. Februar 1919 ebenda) war ein deutscher Kaufmann, Unternehmer, Senator und Stifter des späten 19. und des frühen 20. Jahrhunderts.

## Leben

### Herkunft
Emil Possehl kam 1850 um 9 Uhr abends als erstes Kind von Heinrich Joachim Ludwig Possehl und dessen Ehefrau Dorothea Euphrosine Mathilde Possehl geb. von Melle zur Welt. Seine Mutter entstammt einer der ältesten und angesehensten Familien Lübecks. Unter ihren Vorfahren finden sich Pastoren, Gelehrte und Weinhändler.
Dem erstgeborenen Emil folgten der Bruder Adolf (1851) und die Schwestern Adele (1854), Ida (1856) und Klara (1858). Heinrich Joachim Ludwig (1860) wurde nach dem Vater benannt und verstarb nach fünf Monaten. Ein 1863 geborener Junge erhielt ebenfalls den Namen Ludwig. Mathilde verstarb 41-jährig an den Folgen seiner Geburt.
Der Vater heiratete nach achtjähriger Witwerschaft eine Cousine Mathildes, die Tochter einer Engländerin und eines in England lebenden Lübeckers. Die Stiefmutter verließ 1875 nach dem Tod ihres Mannes wieder die Stadt.

### Laufbahn
Die Schwestern Possehls besuchten das Mädchenpensionat der Therese Bousset in der Königstraße, die Brüder in der 1840 aus der Borchertschen Schule in der Beckergrube hervorgegangenen Franz-Heinrich-Petris Real-Lehranstalt für Knaben. Der Lehrplan war dort verstärkt auf zukünftige Seefahrer und Kaufleute ausgerichtet.
Nach der Schulzeit wurde Emil in die Holzgroßhandlung von August Peter Rehder, Adolf in der Eisenkurzwaren- und Papierhandlung Grevsmühl & Riesland am Klingenberg ausgebildet.
Der Ausbruch des Deutsch-Französischen Krieges und der verbundene Kriegsdienst sollte die sechsjährige Ausbildung Emils um zwei Jahre verkürzen und die von Adolf unterbrechen.

Emil Possehl in Uniform der Bonner Husaren

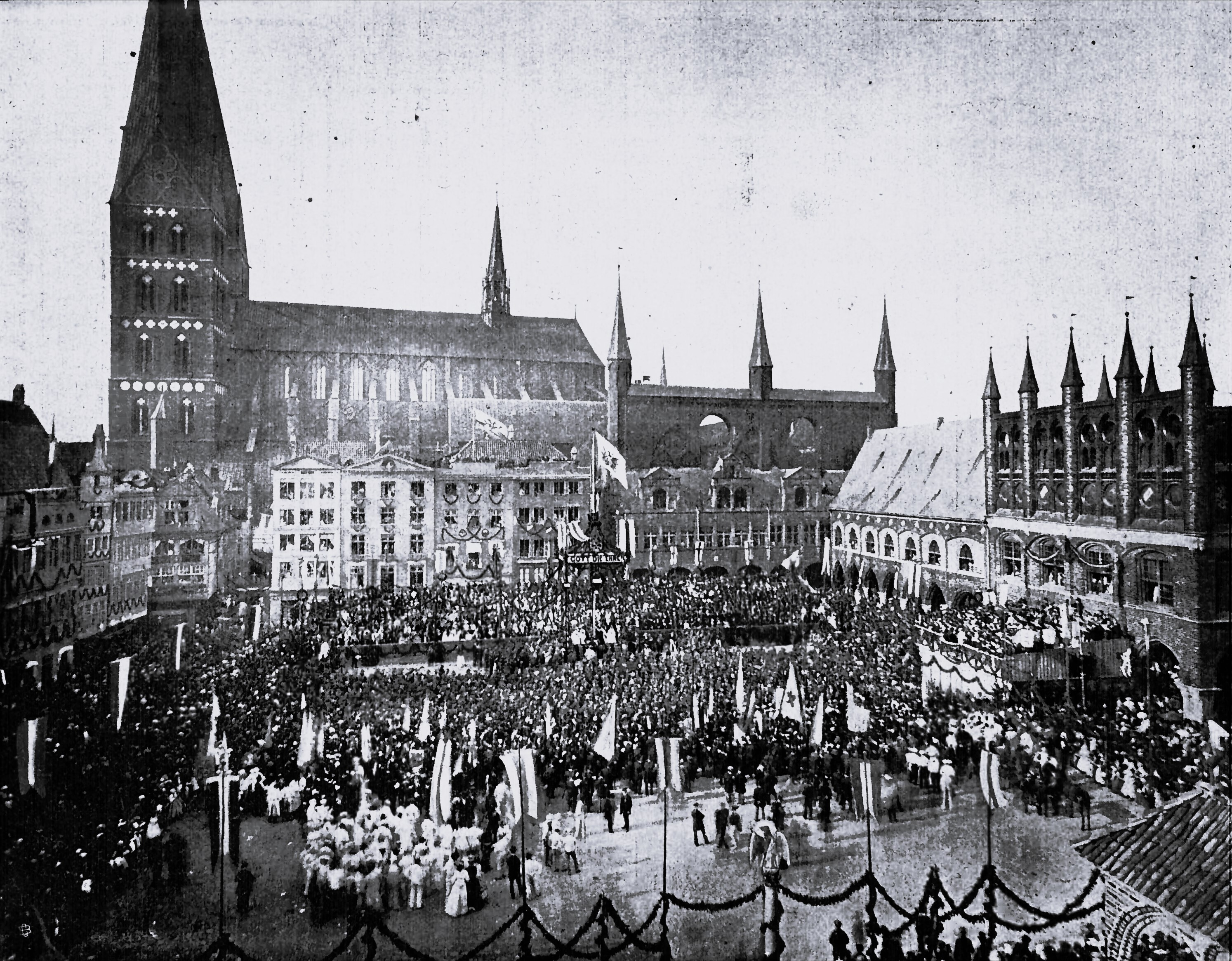
Einzug der Truppen am 18. Juni 1871 auf dem Lübecker Rathausplatz

Während Adolf sich freiwillig bei den Ratzeburger Jägern meldete, ging Emil als Einjährig-Freiwilliger zu den Bonner Husaren, deren Regimentschef der Kaiser war, und wählte mit der Kavallerie eine seinerzeit angesehene Truppengattung. Nach sechs Monaten wurde er zum Seconde-Lieutenant ernannt. Am 18. Juni 1871 feierte die Stadt die Kriegsheimkehrer ihres Bataillons der 76er. An deren Spitze ritten die Seconde-Lieutenants Weltner, Krüger (2. Brandenburgisches Ulanen-Regiment Nr. 11) und Possehl. Im II. Bataillon des 2. Hanseatischen Landwehr Regiments Nr. 76 sollte sich Emil Possehl zum Rittmeister hochdienen.
Im Juli 1872 wurde ihm von seinem Vater Prokura übertragen. Auf einer Reise nach Schweden profilierte sich Emil, indem er Kontakte zu schwedischen Stahlherstellern knüpfte. Die Absicht des Seniorchefs, Emil am Unternehmen zu beteiligen, bestätigte sich, da die Firma bald nach seiner Rückkehr im Handel mit schwedischen Eisen expandierte, der Umsatz im Folgejahr um die Hälfte wuchs und die Gewinne in jenem Zeitraum um beinahe das Fünffache anstiegen.
Da es mit der Gesundheit seines Vaters nicht zum Besten stand, übertrug dieser am Gründungstag der Firma, dem 1. Mai 1873, die Teilhaberschaft und Firmenleitung der L. Possehl & Co. an seinen Sohn Emil und stellte ihm zwei Mitarbeiter mit Prokura zu Seite. Ludwig sen. war fortan stiller Teilhaber.
Adolf beendete am selben Tag seine durch den Krieg unterbrochene Lehre und verblieb vorerst in seinem Lehrbetrieb. Das änderte sich im Sterbejahr des Vaters, da dieser testamentarisch verfügte, dass nun beide Söhne die Firma gemeinschaftlich übernehmen sollten. Emil oblag nun die Gesamtleitung und war für das Importgeschäft zuständig, während sich Adolf im Platzgeschäft bewähren sollte.
Die Brüder entschlossen sich 1880, die Firma in zwei Sektionen aufzuteilen. Die Abteilung Eisen und Stahl wurde mit dem Großhandel der importierten Rohstoffe betraut. Daneben gab es eine Abteilung Platzgeschäft.
Adolf siedelte im gleichen Jahr nach Hamburg über und gründete mit einer Unterstützung des Stammhauses von 300 TM und 180 TM eigenem Vermögens im August 1880 die Firma L. Possehl & Co. Westphälische Kohlen und Coakes en gros. Hier war er alleiniger Geschäftsführer, Emil war jedoch Mitgesellschafter. Bis zum Ende des Jahrzehnts stieg diese Firma zum führenden Kohlenhandelshaus der Stadt auf. Adolf beteiligte sich am „Bierprojekt“, indem er den Braumeister Johannes Blab von der Elbschloss-Brauerei abwarb, als Bavaria-Brauerei Aktiengesellschaft sollte diese jedoch erst rentabel werden, nachdem Emil eine Beteiligung übernahm. Um den Fischmarkt herum wurden Mietshäuser errichtet, die sich als zu groß erwiesen, um dort rentabel zu sein. Getreidesilos sollten für das Löschen von Kohle umgenutzt werden. Sie erwiesen sich als zu hoch, und anstatt hochwertiger Kohle konnte nur noch minderwertiger Grus entnommen werden. Dann verspekulierte sich Adolf und seine Verluste gefährdeten nicht nur sein, sondern auch das lübeckische Haus. Am 20. Januar 1897 wurde Adolfs Austritt vertraglich vorgenommen. Seit dem 1. Juli 1898 war Emil Possehl alleiniger Inhaber des Unternehmens und Adolf wurde Privatier. Das Verhältnis der Brüder war fortan gestört.
Emil Possehl war seit der Jahrhundertwende Lübecks reichster Bürger und sein Unternehmen war zu einem der größten deutschen Unternehmen im Besitz nur eines Mannes aufgestiegen. Die vier Dampfschiffe, welche die Firma zum Beginn des 20. Jahrhunderts erwarb, hatten mit 9,5 TNRT eine Ladekapazität wie die 68 Schiffe der lübeckischen Flotte des Jahres 1846. Neben den aufstrebenden Industriebetrieben erweiterte sich der Steinkohlehandel des Platzgeschäftes mit Privatleuten, da diese ihre saisonalen Holz- und Torfgelasse aufgaben und das ganze Jahr über Koks und Braunkohle bezogen.
Der jüngste Bruder Ludwig junior hatte unterdessen die gleiche Schule wie seine Brüder besucht, bevor er an das Busseniussche Progymnasium überwechselte. Nach dem Tod des Vaters wurde er von seinen Geschwistern aufgezogen. Unüblicherweise absolvierte der Waise seine kaufmännische Lehre im eigenen Hause. Die Erziehung geriet aus den Fugen. Er legte eine „sehr ungebundene“ und eine „allmählich entwickelte Neigung zur Verschwendung“ an den Tag. 1884 wurde er im Hinblick auf die bevorstehende Auszahlung seines Erbteils vom Amtsgericht Lübeck entmündigt. Dies war vor allem im Hinblick auf die bevorstehende Auszahlung seines Erbteils von 90 TM geschehen.

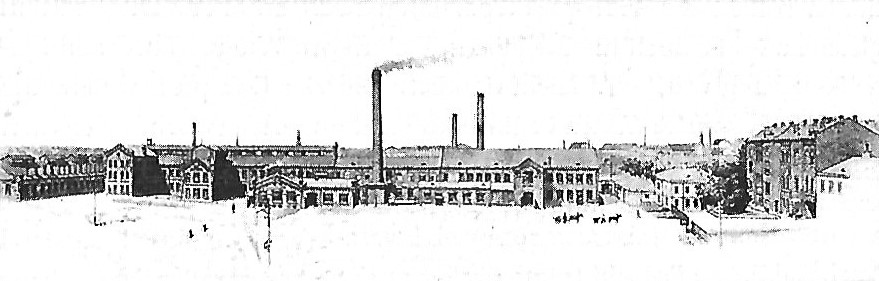
Possehl-Werke in Sankt Petersburg

Seit 1884 nahm Emil Possehl mit seinem Handelshaus in Stahlhandel die Rolle eines Produzenten ein. Er hatte schwedischen Stahl an die Hufnagelfabrik Wiszwiansky & Schereschewsky in Wilejka bei Wilna geliefert. Als den Zahlungsforderungen nicht mehr nachkommen konnten, bot sie Possehl Anteile zur Übernahme der Fabrik an. Es wurde die Russisch-deutsche Patenthufnagelfabrik Wilejskaja. Ein amerikanischer Konkurrent eröffnete ein Werk in Sankt Petersburg, das nach dessen Niedergang übernommen wurde. Die Possehl-Werke – seit 1913 Hoflieferant des Zaren – sollten bis zu ihrer Beschlagnahmung 1915 in der Stahlverarbeitung dort führend bleiben. Unter Lübecker Führung wurde in Russland mit Unterstützung österreichischer Fachkräfte ein neuer Herstellungszweig für Sensen aufgebaut, die zuvor aus Tirol importiert worden waren. Dessen Jahresproduktion fand später weit über Litauen hinaus, so etwa 1895 auf der Deutsch-Nordische Handels- und Industrie-Ausstellung in Lübeck, Beachtung.
Sein eigentlicher Erfolg war jedoch auf den Erzimport im Aufschwung der Montanindustrie zurückzuführen. Zuerst herrschte hier das Puddelverfahren vor. Die wurde durch das Bessemer-Verfahren, das im Zollgebiet aus Spanien oder England einzuführende phosphatarme Erze verwendete, ersetzt. Erst das 1873 erfundene Thomas-Verfahren ermöglichte die Verhüttung phosphorhaltiger Eisenerze und verdrängte das englische Eisen. Zur besseren Koordination des sich ausweitenden geschäftlichen Verkehrs im Mecklenburgischen eröffneten die Possehls im Dezember 1875 eine Niederlassung in Schwerin. Ende der 1870er verpflichtete man sich zur Abnahme von Kohle der Zechen Rheinelbe und Alma der Gelsenkirchener Bergwerksgesellschaft. Den Erzhandel begann Possehl 1888. Da die inländischen Erze Anfang der 1890er Jahre aufgebraucht waren, kamen die schwedischen Erze dem deutschen Markt gelegen und das Haus Possehl zählte bald zu den namhaften Erzagenten. Possehl sah den Nutzen der Häfen Stettin und Lübeck für die oberschlesische Schwerindustrie.
Ludwig ging 1885 nach Mexiko und arbeitete dort als kaufmännischer Angestellter, kam 1890 zur Aufhebung seiner Entmündigung in die Hansestadt zurück und gründete danach in Nogales die Textilhandlung Luis Possehl & Cia mit deutschen Textilien. Zu jenem Zeitpunkt waren die deutschen bereits durch englische Textilien vom Markt verdrängt worden und vier Jahre später war er bankrott, aber Emil verhinderte die Eröffnung eines Verfahrens. In der Schweriner Niederlassung sollte Ludwig nun „an geordnete Verhältnisse gewöhnt und seine kaufmännischen Fähigkeiten systematisch ausgebildet werden.“

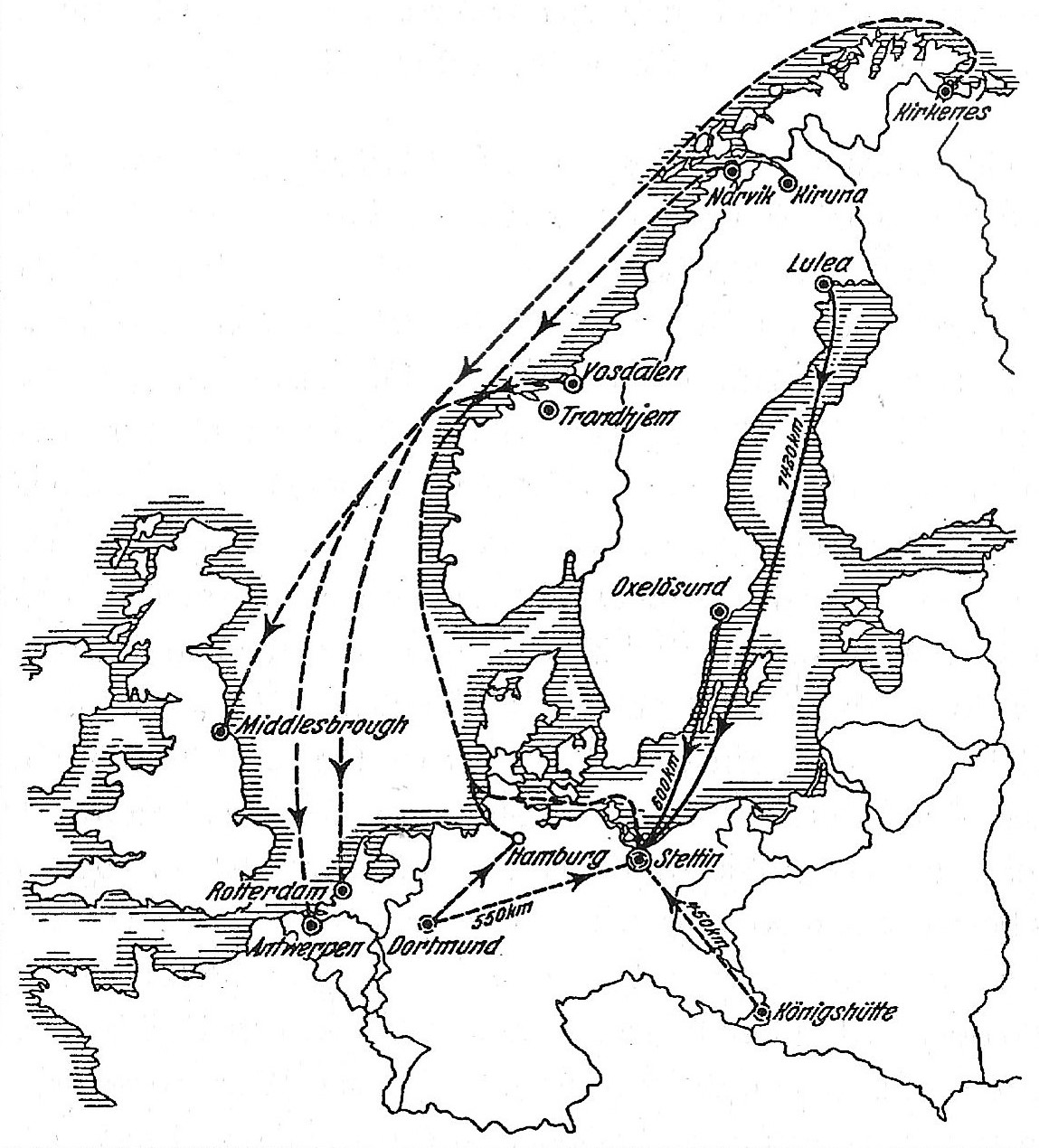
Die Transportwege des Erzhandels.

Im Sommer 1877 wurden Erzvorkommen in Gellivara, Luossavaara, Kirunavaara und Svappavaara publiziert. Diese Vorkommen lagen über 200 km von Luleå, dem nächsten Seehafen, entfernt. Die Gesellschaft Sveriges & Norges Järnvägar planten den Bahnanschluss nach Luleå. Im Gegensatz zu Luleå war der Hafen in Narvik ganzjährig eisfrei. Das Bahnprojekt begann 1882, das erste Teilstück nach Luleå wurde 1887 provisorisch zur Nutzung freigegeben. Die zu schwach geplante Strecke wurde 1891 von Statens Järnvägar (SJ) übernommen und nach umfangreichen Verbesserungen 1892 wieder in Betrieb genommen. 1898 begannen die SJ mit dem Bau der Reichsgrenzenbahn in Richtung des norwegischen Ofotfjord nach Narvik. Diese wurde 1902 in Betrieb genommen.
Nach der Freigabe des ersten Teilstückes engagierte sich Possehl verstärkt auch in Nordschweden und trat mit den Bergbaugesellschaften Luossavaara-Kirunavaara AB und der 1891 gegründeten Gellivare-Malmfält AB in Kontakt. Mit der letztgenannten schloss er 1893 erste Verträge. Zunächst erhielt er einen Liefervertrag für die Absatzgebiete Oberschlesien und Österreich und im Folgejahr die Alleinvertriebsrechte für das deutsche Zollgebiet.
Possehl bot zudem in der Anfangszeit „Wintervorschüsse“, er bezahlte einen Teil der im Sommer geförderten Erze bereits im Vorjahr, an und drückte so den Preis um ein Viertel. Die Beziehungen vertieften sich, ihm wurde zusätzlich der Alleinvertrieb für Ungarn zugestanden und er wurde ihr wichtigster Erzagent. Im Gegenzug entwickelte sich die Gesellschaft zur größten ihrer Art und kaufte die Luossavaara-Kirunavaara AB. Seine Geschäfte garantierten dem Staat die Rentabilität der Ofotbahn. Das noch als industrielles Entwicklungsland geltende Schweden honorierte dies nach nur drei Jahren damit, dass er 1896 aus den Händen des Königs für seine herausragenden Leistungen das Ritterkreuz erster Klasse des Wasaorden, es berechtigt zur Führung des Ordenszeichens in seinem Wappen, verliehen.
Im gleichen Jahr verlegte Ludwig seinen Wohnsitz nach Hamburg und Emil gewährte ihm ein Darlehen von 50 TM für den Neuanfang. Die zusammen mit einem Norweger gegründete Eagle Oil Company war profitabel, jedoch schied er Mitte 1898 aus. Am 1. Oktober 1898 gründete Ludwig zusammen mit Adolf eine Ölfirma. Bereits nach drei Monaten zog sich Adolf jedoch zurück und nach zwei Jahren stand Ludwig wieder vor dem Konkurs. Das lübeckische Haus verhinderte, dass er den Namen Ludwig Possehl im Briefkopf führte, da eine Schädigung des Rufes befürchtet wurde, und verhinderte ebenso auch diesmal die Eröffnung eines Verfahrens.
Ludwigs körperliche und seelische Konstitution krankte und vor allem seine erhöhte Nervosität alarmierte die Verwandten. Anstatt sich jedoch in einer Heilanstalt zu kurieren, besuchte er Sanatorien im Harz, Thüringen und Kasseler Raum. Als bei ihm Geisteskrankheit (Dementia paralytica) festgestellt war, wurde er im Februar 1901 ins Allgemeine Krankenhaus St. Georg überführt und nach zwei Selbstmordversuchen im Sommer in die Irren-Anstalt Friedrichsberg eingeliefert. Bald erkannte er seine Verwandten nicht mehr und verstarb 38-jährig am zweiten Weihnachtstag.
Die 1904 auslaufenden Alleinverkaufsrechte Emil Possehl wurden bereits 1901 bis 1912 verlängert und um Polen und Luxemburg erweitert. Im Gegenzug gewährte Possehl der sich am Rande eines Konkurses stehenden Gesellschaft einen Kredit in Höhe von 2 MK.

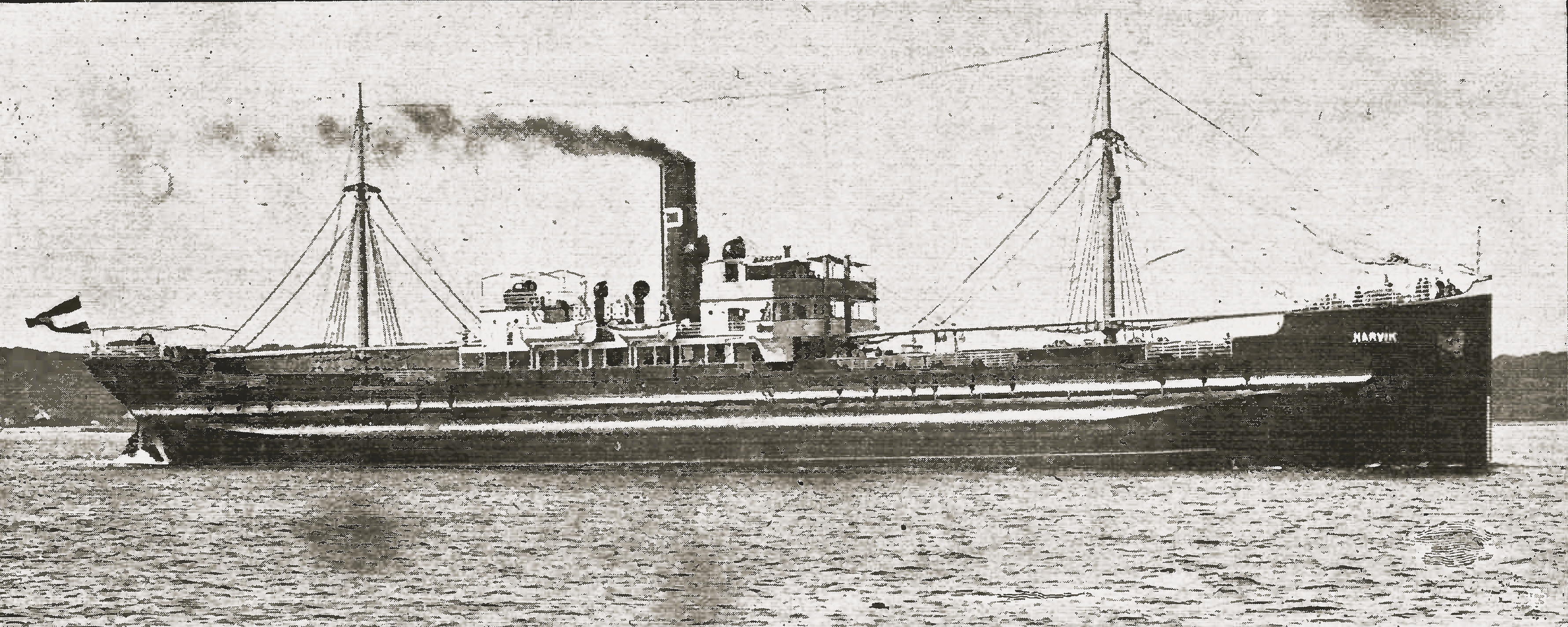
Erzdampfer „Narvik“ der Reederei L. Possehl & Co.

1901 erwarb Possehl mit der Lübeck und der Lulea seine ersten Dampfschiffe. Die Narvik, es sollte das erste in Deutschland gebaute Turm- oder Turretschiff werden, gab er 1904 bei Krupps Germaniawerft in Kiel in Auftrag. Mit seiner Reederei zählte er bald zu den großen Seespediteuren. In den ersten Jahren importierte er zwischen einem Drittel bis zur Hälfte aller Erze in den Westen Deutschlands. Der Rest verteilte sich auf andere Vertragsgebiete. Österreich-Ungarn nahm hierbei eine herausragende Stellung ein. Die Donau-Monarchie ernannte Possehl 1897 (-1901) zu ihrem Generalkonsul in Lübeck.
Während andere Unternehmen sich jetzt in Gruben einkauften, diversifizierte Possehl. 1905 übernahm er die Aktienmehrheit der Carlsdahl AB. Sie betrieb in Kortfors drei Hütten, eine Gießerei und eine Stahlproduktion. 1907 das größte Aktienpaket des Stahlherstellers Fagersta mit vier Hochöfen und einem Stahlwerk. 1908 kaufte Possehl sich in ein Kupferkies gewinnendes Unternehmen in Løkken ein. Bei dessen Reorganisation übernahm er erst eine Prioritätsanleihe und später ein umfangreiches Aktienpaket. Außerdem hielt er Beteiligungen an der Ofoten-Malmfält AB bei Narwik. Sie brikettierten vor allem am Varangerfjord gefördertes phosphorarmes Eisen. Zudem besaß er Beteiligungen in der deutschen Stahlbranche. Bis 1919 unterhielt er die umfangreichsten Kapitalanlagen in Schweden und war seiner herausragenden Stellung wegen von 1911 bis 1914 und 1917 bis 1918 Mitglied des Aufsichtsrates der Deutschen Bank.

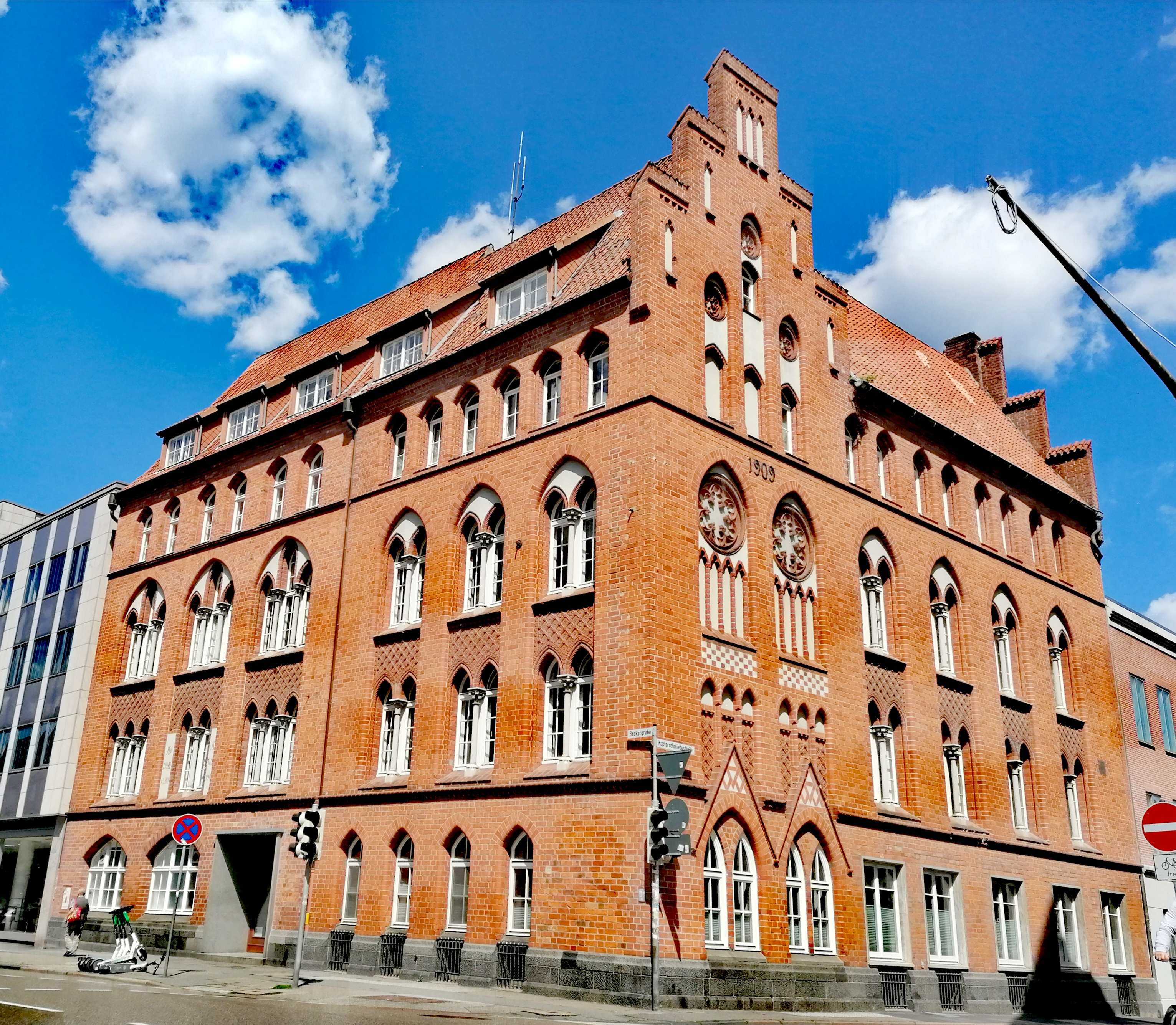
1909 fertiggestelltes Geschäftshaus, in dem sich noch heute sein Schreibtisch befindet

Sämtliche Fäden liefen in Lübeck zusammen. Zu den Häusern der Beckergrube Nr. 38 und Nr. 40 nutzte er auch die beiden zur Linken angrenzenden Gebäude. Ankäufe in der Kupferschmiedestraße, Nr. 14–28, arrondierten den städtischen Grundbesitz. 1915 wurde das Unternehmen neu gegliedert. Die L. Possehl & Co. mbH übernahm die Gesamtverwaltung der aus den zuvor selbstständigen Abteilungen Erze und Reederei, Eisen und Stahl sowie Platzgeschäft hervorgegangenen beschränkt haftenden Gesellschaften Nordisches Erzkontor, Possehl Eisen und Stahl und Possehl Eisen und Kohlehandel.
Durch die Rüstung während des Ersten Weltkriegs stieg der Bedarf an schwedischen Erzen erheblich und konnte nur unzureichend gedeckt werden. Schiffe aus Narvik wurden vermehrt aufgebracht oder torpediert und ein Minengürtel im Atlantik erschwerte sie zusätzlich. Von 1,5 Mt Erze 1914 sank die Zahl bis 1916 auf 36 Tt und konnte bis 1918 nur auf 54 Tt gesteigert werden. Um den Verkehr ins Deutsche Reich aufrechterhalten zu können, wurde er, da die von dort kommenden Schiffe meistens in neutralen schwedischen Hoheitsgewässern fuhren, über Luleå abgewickelt. Wenn dies nicht möglich war, errichtete man Halden. Dem Ostseehandel kam die Bedeutung zu, die Possehl sich immer erhofft hatte, und Lübeck spielte für die sich im Westen von Deutschland befindende Industrie erstmals eine wichtige Rolle. Schlutup erhielt eine Erzumschlagseinrichtung und der Skandinavienhandel wurde erst durch die Verminung der Schären im Oktober 1918 nennenswert beeinträchtigt.
Vor dem Krieg hatten die Engländer zahlreiche Gruben in Norwegen aufgekauft. Possehls Engagement in Schweden sicherte der westdeutschen Hüttenindustrie eine hervorragende Stellung und der Export Schwedens konnte im Vergleich zu den Friedensjahren gesteigert werden. Die Abnehmer im Ruhrgebiet wurden zahlungsunfähig und kauften bei Possehl nur noch auf Kredit. Er selbst besorgte sich ein Darlehen vom schwedischen Finanzrat und schuldete diesem nach dem Krieg 67 MM. Des Handelshauses Absicht, diese mit deutschen Kriegsanleihen bezahlen zu können, schlug fehl. Zum entschuldeten Verkauf der schwedischen Besitzungen trennte das Haus sich von den Lübecker Hochofenaktien, den Bavaria-Aktien und den Kohlenhof in Altona. Das Lübecker Platzgeschäft blieb unbeschadet.
Nach Kriegsende begrüßte er das heimkehrende Regiment im Lübecker Hauptbahnhof.
Nicht nur die lange Haftzeit während des Landesverratsprozesses, auch seine wirtschaftlichen Verluste hatten Possehl empfindlich in Mitleidenschaft gezogen. Eine Erkrankung nötigte ihn im November eine Klinik aufzusuchen.

### Landesverratsprozess
Am 23. Dezember 1914 wurden aufgrund der (§§ 89, 47 StGB), „schuldhaften Vorschubleistung feindlicher Mächte“, die Voruntersuchungen wegen Landesverrats eröffnet. Dies betraf Possehls Fabrikbesitz in Russland sowie seine Rolle als Hauptaktionär des schwedischen Stahlherstellers Fagersta bruk AB. Die Lübecker Abteilung Eisen und Stahl hatte im April einen Liefervertrag mit dem japanischen Unternehmen Takata über 650 t Stahl geschlossen und zur Ausführung an Fagersta weitergegeben. Bis Juni wurden bereits 350 t geliefert. Nachdem im August die Übergabe deutscher Pachtgebiete um Tsingtao abgelehnt worden war, stellte sich Japan auf die Seite der Alliierten und die folgende Lieferung in Hamburger Hafen an die Kette gelegt. Die Versendung wurde am 24. Oktober angeordnet und die Weisung von Possehl mit einem Häkchen abgezeichnet. Dadurch konnte der Vorwurf des Landesverrats gegen ihn erhoben werden. Am 23. April 1915 wurde Possehl verhaftet.
Am 21. März 1916 eröffnete das Reichsgericht den Prozess. Weder der Anklagepunkt, dass die Werke in Russland den Feind begünstigt hätten, noch der Vorwurf der Lieferung von Kriegsmaterial nach Japan reichten für eine Strafverfolgung aus. Am 5. April 1916 wurde er vom Reichsgericht als „völlig schuldlos“ freigesprochen.
Anders wurden die richterlichen Spielräume in einem Landesverratsprozess ausgeschöpft. 1925 wurde Friedrich Ebert des gleichen Verdachts bezichtigt. Dem äußeren Tatbestand der Streikbeteiligung im Januar 1918 wurde stattgegeben, dem Inneren nach einem raschen Streikende nahmen die Richter dem Sozialdemokraten nicht ab und sprachen ihn schuldig. Nach dem Urteil meldete sich Adolph v. Gordon, Possehls Anwalt, im Berliner Tageblatt in einem Leitartikel zu Wort. Laut ihm hätte das Reichsgericht im Fall Possehl, hätte es ebenso gedacht, ebenfalls auf Landesverrat erkennen müssen, da seine Absicht vom strafrechtlichen Standpunkt aus unbeachtlich gewesen wäre.
Trotz des Freispruchs hatte Possehl vor allem in der Voruntersuchung in Hamburg schwer gelitten.
Sein während der Haftzeit am 9. Juli 1915 verfasstes Testament vererbte seiner Frau die Häuser in der Musterbahn und Travemünde sowie 6 MM. 2 Millionen sollten Emil Possehl’s Familienstiftung begründen.
Die Possehl-Stiftung wurde nach seinem Willen durch das Senatsdekret vom 17. Mai 1919 rechtskräftig. Sie wurde die Alleingesellschafterin der L. Possehl & Co., die seit 1929 als Muttergesellschaft des Konzerns tätig war. Sie fördert bis in die Gegenwart soziale und kulturelle Einrichtungen in der Hansestadt. Als obersten Stiftungszweck steht im Testament: „Die  Stiftung soll dienen der Förderung alles Guten und Schönen in Lübeck“.

### Wirtschaftsförderer
Nachdem Possehls Vater schon von 1853 bis 1865 dem 18-köpfigem Vorstand der Kaufmannschaft angehörte, wurde er 1883 in den Vorstand des einflussreichen Gremiums gewählt. Später sollte er mehrfach Stellvertreter, jedoch nie Präses der Kammer werden. 1886 wurde die Commission für industrielle Angelegenheiten gegründet, die 1889 die Gründung des Lübecker Industrie-Vereins beschloss. Der freie Unternehmerverband erörterte fortan Lübecks wirtschaftliche Zukunft. Die erste Versammlung leitete Emil Possehl und wurde Beisitzer des Vorstands.
Schlutup hatte sich zu einem Zentrum der deutschen Fischindustrie entwickelt. Vor allem der energischen Fürsprache Possehls in der Bürgerschaft war es zu verdanken, dass mit Blick auf die wachsende Konkurrenz im Kiel und Altona das Projekt des Gleisanschlusses 1902 verwirklicht wurde. Die Schlutuper Räuchereibesitzer hatten sich einst damit an den Verein gewandt.
Präses der 1894 Deutsch-Nordischen Handels- und Industrie-Ausstellung wurde der Präses der Kammer. Als seinen Stellvertreter wählte das Komitee nicht wie erwartet den Vorsitzenden des Industrie-Vereins, sondern den stellvertretenden Handelskammerpräses Emil Possehl. Das Komitee vermochte so, auf dessen internationale Verbindungen zurückgreifen. Er war Kenner zahlreicher auf deutschem Boden stattgefundener Gewerbeausstellungen und 1893 auf der Chicagoer Industrieausstellung. In der Gruppe Bergbau stellten auch die Gellivare-Malmfält AB und die Fagersta bruk AB aus.
In den Anfangsphasen des Hochofenwerks finanzierte Possehl aus eigenen Mitteln die Kosten des Gutachtens. Kurz darauf wurde das Komitee für die Errichtung einer Hochofenanlage in Lübeck, zu dem auch Possehl gehören sollte, gewählt. Für die Erschließung des unplanierten Baugrundstücks investierte er 2 MM, so dass das Aktienkapital 1906 von 4 auf 6 MM erhöht wurde. Als dessen Vorbild diente die Hütte „Kraft“ in Kratzwiek, eine einst in Stolzenhagen als Ortsteil eingegliederte Gemeinde des Landkreises Randow, bei Stettin. 1913 sollte ein Fünftel der seewärtigen Einfuhren nach Lübeck aus Erzimporten bestehen.

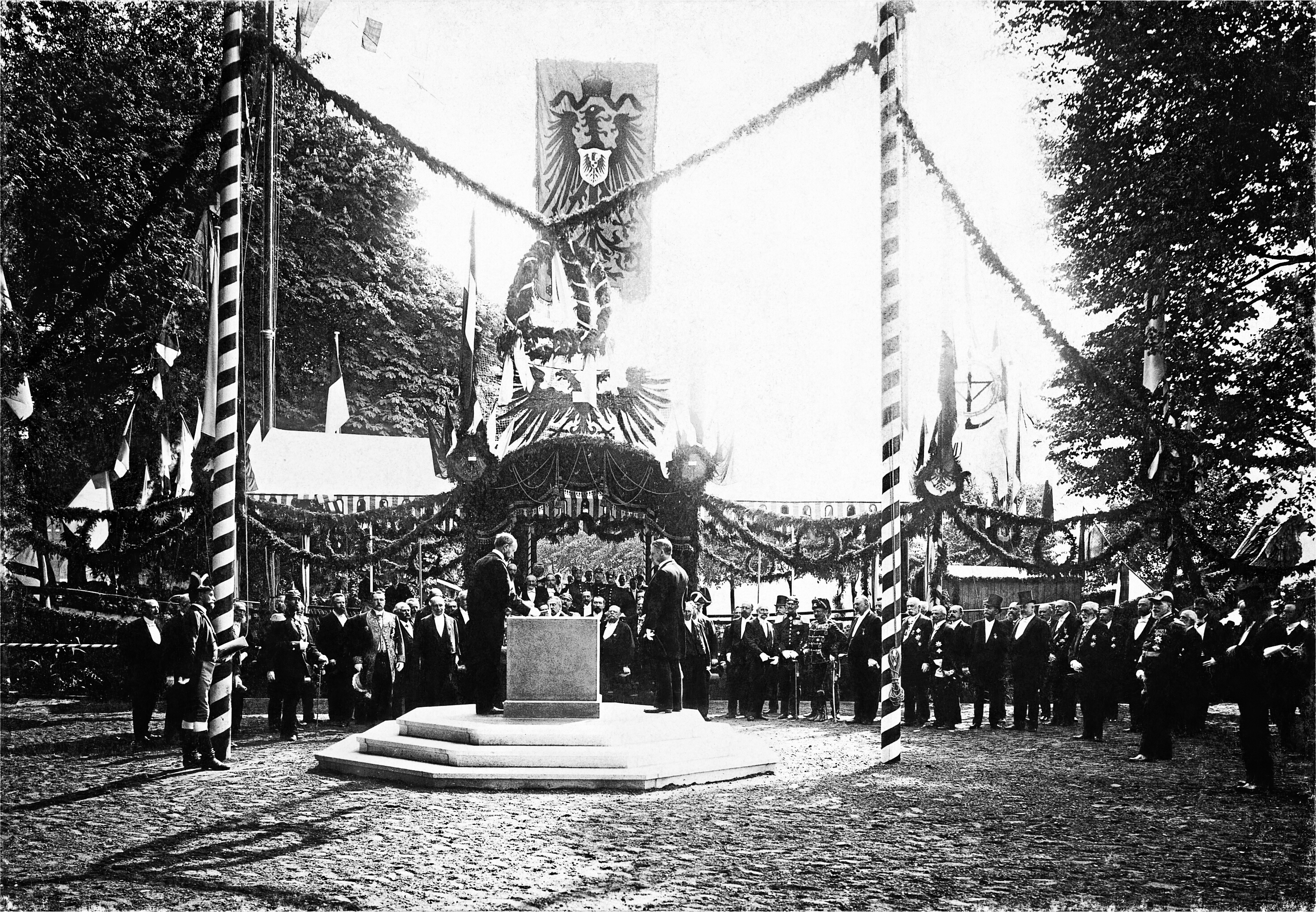
Possehl beschlägt den Grundstein des Elbe-Trave-Kanals.

Mit der Öffnung des Kaiser-Wilhelm-Kanals, betrat mit Hamburg ein großer Konkurrent die Ostsee, da bis dahin diese über den Stecknitzkanal erreicht werden musste. Im Auftrag der Kammer bereiste Possehl die Binnenschifffahrtskongresse in Frankfurt (1888), Paris (1892) und Den Haag (1894) und gehörte dem Lübecker Zweigverein des Centralvereins für Hebung der deutschen Fluss- und Canalschiffahrt, ferner in der Kanalfrage zwischen Preußen und Lübeck zu vermitteln suchende 1893 gegründeten Geheimkommission der Bürgerschaft. Zudem waren er bürgerlicher Deputierter in der Kanalbaubehörde. Auf der Grundsteinlegung des Elbe-Trave-Kanals, womit sich die Hansestadt gegenüber Hamburg behaupten konnte, am 31. Mai 1895 beschlug der Verkehrspolitiker mit dem silbernen Hammer nach Alfred Stooß und vor Friedrich Eduard Schacht den Granitstein. Seine Verdienste um das Zustandekommen der neuen Verkehrsverbindung ehrte der Kaiser auf der Eröffnungsfeier mit der Verleihung des Roten Adlerordens 3. Klasse. Was die Vereinigten Staaten für Hamburg war das Russische Reich für Lübeck.
Possehl hatte ein volkswirtschaftliches Interesse am Anschluss der Stadt an die Vogelfluglinie. Dass diese nicht über Lübeck führen sollte, sorgte für Unmut. Auf Initiative der Handelskammer zu Lübeck wurde 1910 ein Deutsch-Dänisches Komitee zur Förderung der Fehmarn-Route mir Possehl auf dem „Lübecker Sitz“ des Gremiums gegründet. Der Streckenverlauf fand in ihm einen routinierten Fürsprecher. Beim Kaiserbesuch im August 1913 wurde er ihm als „Mann der Nordbahn“ vorgestellt. Die Angehörigen des Preußischen Abgeordnetenhauses sollten für seinen Vorschlag stimmen.

### Politik
1891 wurde Possehl erstmals in die Lübecker Bürgerschaft gewählt. Sein Wahlbezirk war das Marien-Magdalenen Quartier, wo seine Firma ihren Sitz hatte. Hier wurde er mehrmals stellvertretender Wortführer.

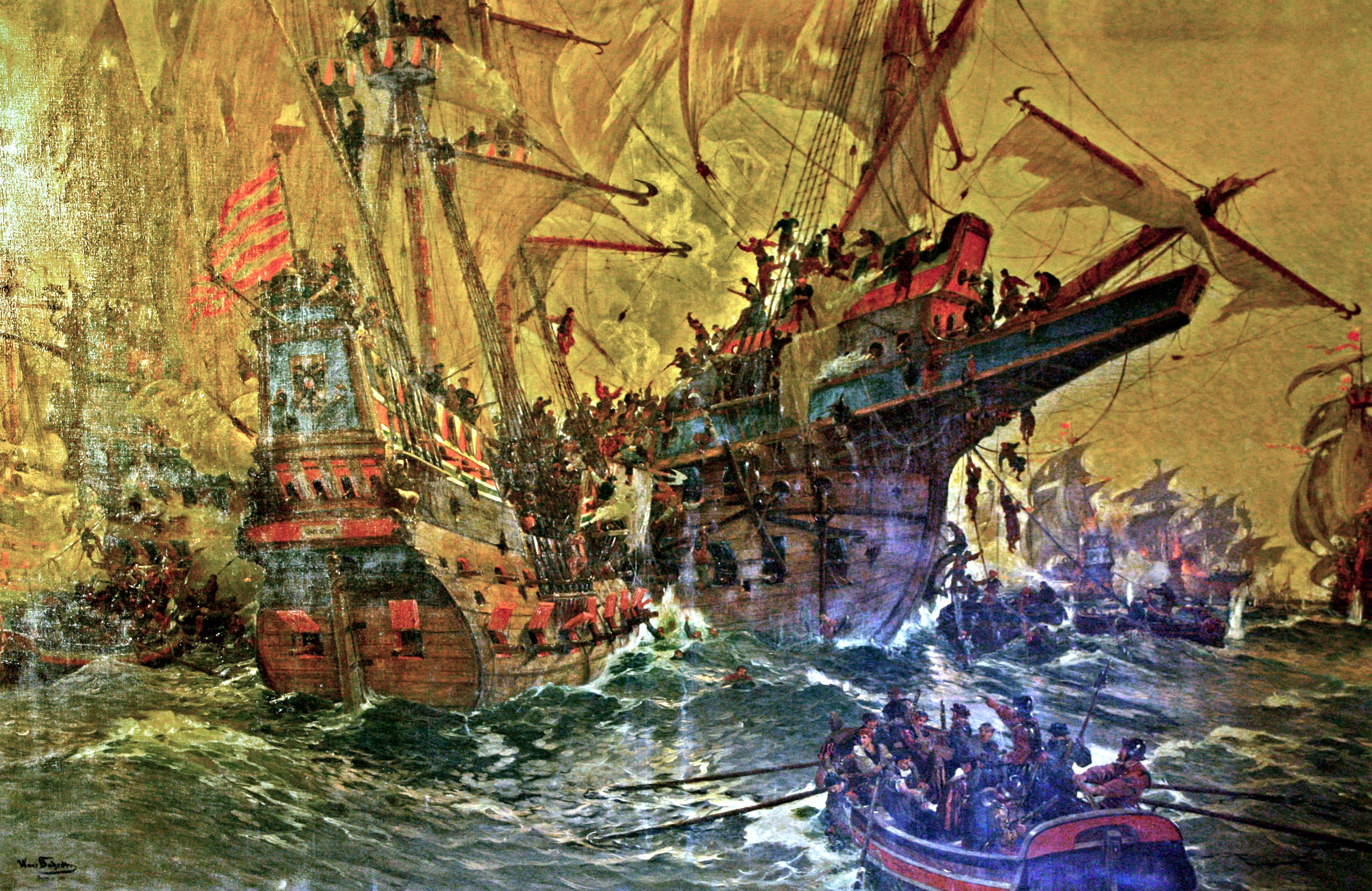
„Die Seeschlacht bei Gotland“

Die Anciennität und das er nicht „von Familie war“ verhinderten ein schnelles Aufrücken in den Senat. Als er 1901 nach dem Tod des Senators Hermann Deecke in den Senat gelangte, war er im Senatsalbum der Erste, der ohne Wappen abgebildet wurde. Nach seiner Wahl in dem Senat (1901) schenkte Possehl diesem das auf einer Wanderausstellung in St. Katharinen ausgestellte Gemälde „Die Seeschlacht bei Gotland“ von Hans Bohrdt und seiner Kirchengemeinde eine neue Orgel.
Gäste empfing Possehl, der in seinem Stadthaus an der Musterbahn ist, wenn überhaupt in seiner mondänen Villa in der Kaiserallee in Travemünde-Strand. Diese sei weitgehend nach den Plänen von Peter Behrens entstanden. Für die Inneneinrichtung folgte Possehl der Empfehlung von Ernst Witterns, und vertraute auf Sozius Julius Vermehrens, der dessen Arbeitszimmer im Vorjahr entworfen hatte, 1903 in Verbindung mit Henry van de Velde. Als die Einrichtung 1905 geliefert wurde, hatte sich van de Velde bereits mit seinem Auftraggeber überworfen. Possehl hatte nach der Fertigstellung des Hauses von der Seeseite aus ein Säulenportikus anfügen lassen. Der Innenarchitekt war stets auf die Gesamteindrücke bedacht. Als im Dezember 1905 das Komitee für den Wettbewerb des Theaterneubaus zusammengestellt wurde, war Wittern nur als stellvertretendes Mitglied berufen worden und van de Velde nicht zum Wettbewerb aufgefordert. Es wird angenommen, dass Possehl seinen Einfluss bei der Nichtberücksichtigung geltend gemacht habe.
Da Possehl die neue Position als Senator zwei Tage in der Woche forderte, hätte er die Arbeitsweise des Senates gerne gestrafft. Er hielt die zweite Lesung von Gesetzen für überflüssig und befürwortete die Reduzierung von Bürgerschaftsmitgliedern auf die Hälfte sowie eine Streichung von vier Senatorenstellen. Hiermit manövrierte er sich im Rathaus in die Schusslinie. Da sein Selbstbewusstsein jedoch keine Sympathiebekundungen benötigte, prallten die Abgriffe an ihm ab.

«Wenn Leute hier über meine Person häufig in unliebsamer Weise reden, so kann ich nur sagen, sachlich können sie mir nichts anhängen. […] Mein Leben ist eiwandfrei und vielleicht mehr, als bei manchem anderen!»

1890 trat Possehl in einem nationalen Kampfverband in Erscheinung, als der Helgoland-Sansibar-Vertrag konservative Kreise empörte. Alfred Hugenberg berief am 28. September 1890 zum Schutz aller Interessen im Reich und im Ausland in Frankfurt eine kleine Gruppe Gleichgesinnter ein. In Berlin wurde am 9. April 1891 die Gründungsversammlung des Allgemeinen Deutschen Verbandes abgehalten. Possehl und Lange (Präses der Handelskammer) waren Adressaten der Werbebriefe für die Zusammenkunft in der Reichshauptstadt und traten dem Verband unverzüglich bei. Lange ließ sich sogar in den Vorstand wählen. Eine Massenorganisation sollte der Verband jedoch nicht werden.
Entgegen der Behauptung von Heinrich Claß blieb Possehl dem Gesamtvorstand und der Lübecker Ortsgruppe fern. Possehl wahrte zu den Ideologen eine gewisse Distanz, um nicht mit einem Amt in der Organisation in Verbindung gebracht zu werden. Die Kriegszielpolitik interessierte ihn jedoch und daher führte er mit Heinrich Claß nach der Verbandstagung 1904 in Lübeck im Schabbelhaus ein Gespräch über die Idee eines wirtschaftlichen Generalstabs.
Seit 1908 gehörte jeder der 14 Senatoren entweder dem Flottenverein, dem Alldeutschen Verein oder beiden an. Letzteres traf für drei Senatoren zu.

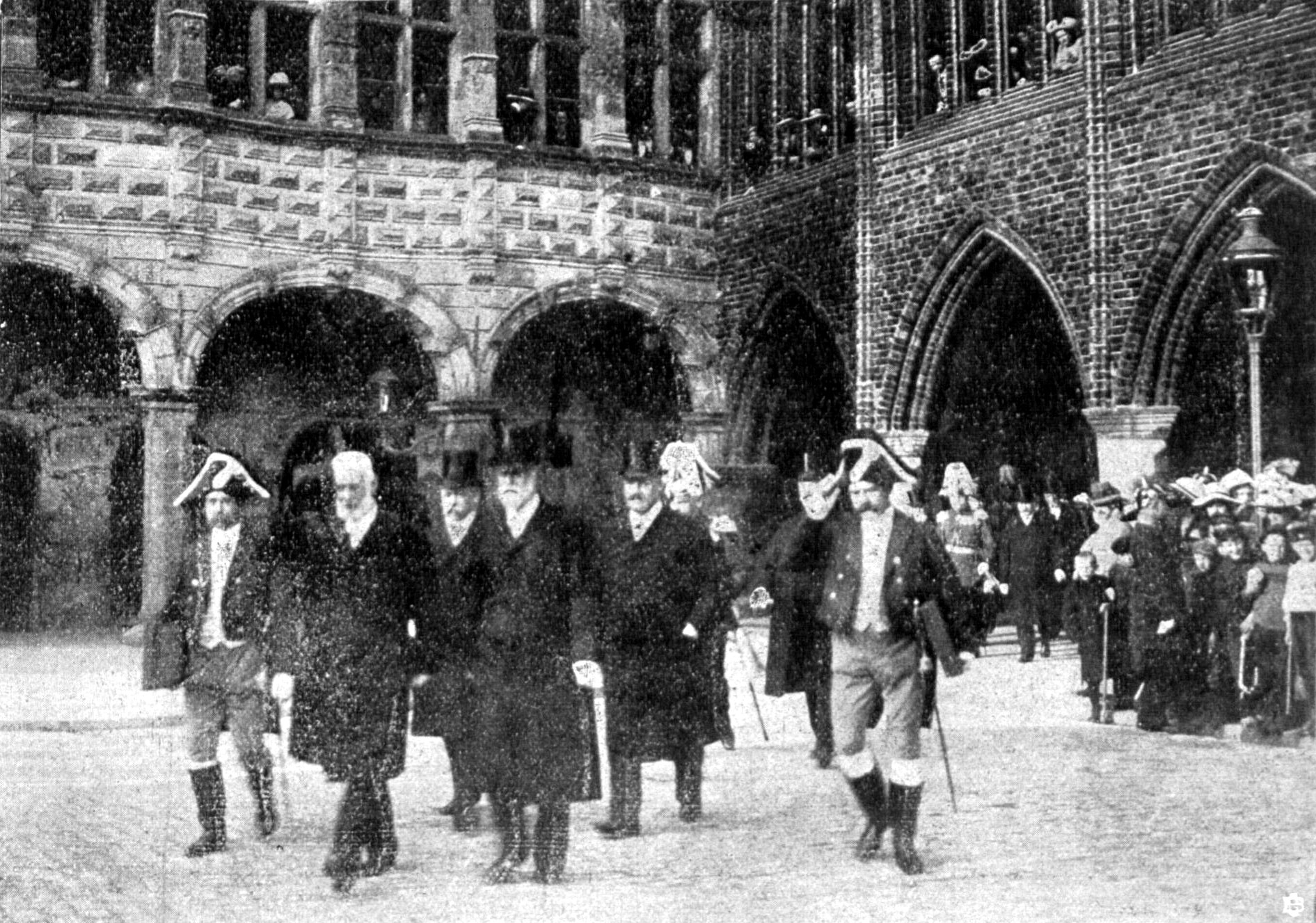
Possehl, zweite Reihe links, auf dem Weg zum Schmücken der Regimentsfahnen

1912 verlieh die Stadt den Bataillonen seines Regiments je zwei traditionsstiftende Fahnenbänder. Am 17. Mai schmückten die Senatoren Johann Hermann Eschenburg und Johann Georg Eschenburg, sowie er und der spätere Bürgermeister Johann Martin Andreas Neumann die Fahnen auf dem lübeckischen Marktplatz in Gegenwart des Brigadegenerals Curt von Morgen, bevor sie der Kommandeur Thaddäus von Jarotzky wieder entgegennahm.
Als erster Senator besuchte er im November 1914 das Lübecker Regiment der 162er im Felde.
Sowohl er als auch das lübeckische Verbandsmitglied Senator Neumann spendeten 1916 je 50 TM für den Ankauf und Aufbau der „Deutschen Zeitung“. Beide waren 1912 in Berlin auch Mitgründer des Wehrvereins.

### Soziales und mäzenatisches Handeln
Seit 1877 war Possehl Mitglied der Gesellschaft zur Beförderung gemeinnütziger Tätigkeit und von 1911 bis 1917 Vorsteher der Sammlung von Gemälden, Kupferstichen und Gipsabgüssen. Als deren Mitglied wurde er 1883 auch zum Mitglied der Geographischen Gesellschaft.
Zum 50-jährigen Bestehen der Firma verkündete Possehl die jährliche Stiftung eines Reisestipendiums in Höhe von 1TM. Damit sollte den Lübecker Lehrlingen oder Handlungsgehilfen das Erlernen der russischen Sprache ermöglicht werden. In Russland sah er Lübecks Handelspartner der Zukunft.
Durch den Brand des Iroquois Theater (1903) in Chicago wurden neue Sicherheitsbestimmungen für die deutschen Bühnen bindend. Das betraf auch das Lübecker Theater. Den Bestand des 1858 errichteten Gebäudes stellten diese in Frage und führten 1905 zu dessen Abriss. Es standen zur Wahl, das neue Theater an gleicher Stelle oder am Zollschuppenplatz vor dem Holstentor zu errichten. Da eine Pattsituation herrschte, forcierte Possehl die Entscheidung im Dezember 1905, indem er anbot, dem Staat die Kaufsumme für die Grundstücke der Beckergrube zu stiften. Das Geld stünde zum Jahreswechsel bereit.
Er knüpfte hieran aber Bedingungen. Er wünschte den Einbezug geeigneter Fest-, Konzert- und Versammlungsräume. Zu jenem Zeitpunkt verfügte die Hansestadt nicht über solche. Die entstehenden Mehrkosten sollte die Stadt durch den Verkauf des o. g. Platzes finanzieren. Die Entscheidungsträger konnte den Vorwurf, den der Lübecker Volksbote am 30. Dezember 1905 unterstellte, sie hätten ein Danaergeschenk angenommen zu haben, von sich weisen. Possehl hatte hier erstmals in der lübeckischen Geschichte „grundlegend“ in eine politische Debatte eingegriffen und den maßgeblichen Einfluss eines Stifters demonstriert.
Nach der Strandung des LZ 4 in Echterdingen spendete Possehl Ferdinand von Zeppelin im Rahmen einer nationalen Sammlung 100 TM.
Possehl ließ 1912 Possehl für 100 TSEK in Stockholm den Emil Possehl-Stipendienfonds bilden. Dieser unterstützt bis heute die Ausbildung junger Schweden zu Technikern und Kaufleuten. Die Verwaltung obliegt dem königlich-schwedischen Kommerzkollegium.

Zollschuppen

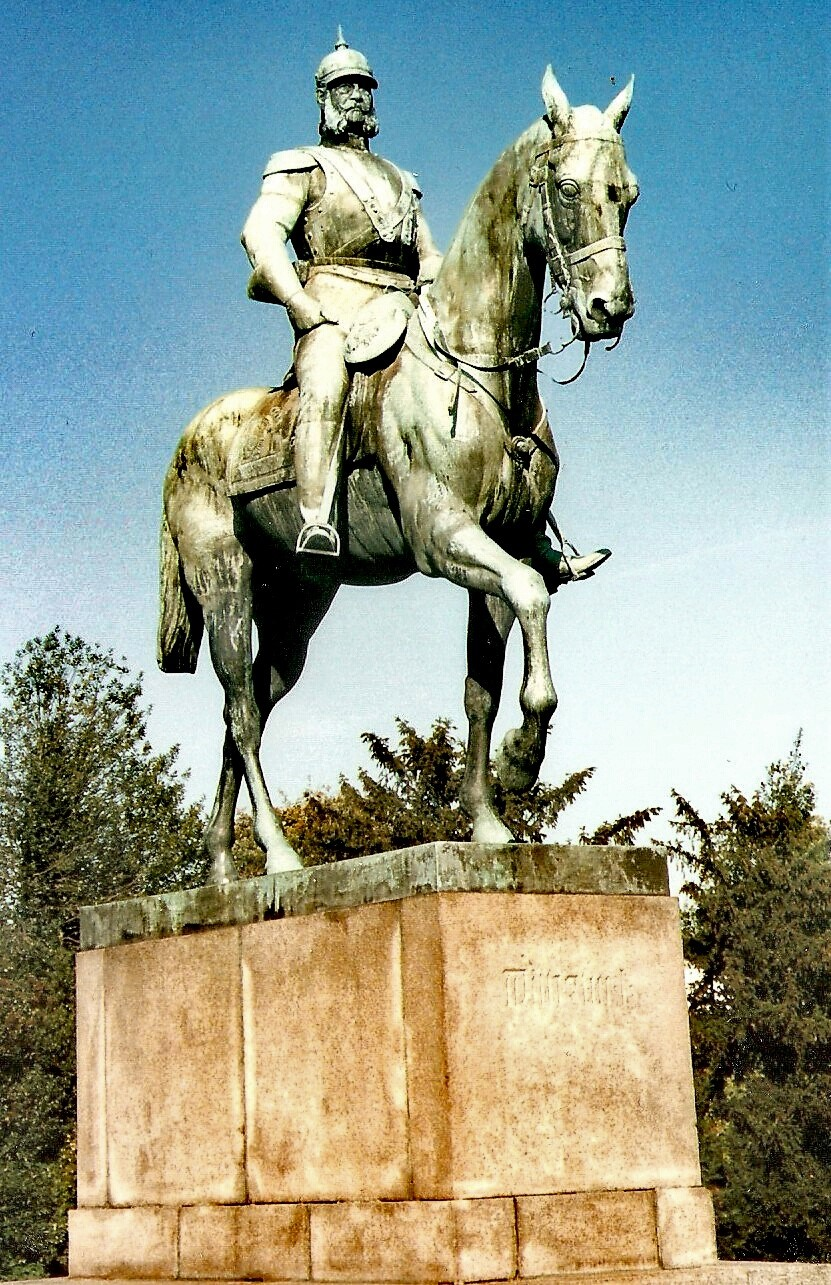
Das Reiterstandbild Wilhelms I., einziges realisiertes Element des „Volkshaus“-Projekts

Entwurf

Als Possehl sich gegen den Neubau des Theaters vor dem Holstentor äußerte, begründete er dies damit, dass er sich dort keinen Monumentalbau vorstellen könne, sondern allenfalls eine „Volkslesehalle“. Diese Idee griff er 1913, im hundertsten Jahr nach dem Ende der Französischen Zeit, wieder auf. Am 9. März 1913 veröffentlichten die Lübeckischen Blätter den Artikel „1813-1913“. In diesem heißt es, dass Possehl der Stadtbevölkerung ein Kaiser-Wilhelm-Volkshaus schenke. Vielerorts gedachte man dem Heldenkaiser mit einem Ehrenmal. Auch in der Hansestadt war ein solches seit 1888 geplant und auf dem Markt wurde im März 1897 dessen Grundstein gelegt. Die Fortführung verzögerten Unstimmigkeiten. Neben der Befürwortung des Denkmals kamen eine etwaige Kaiser-Wilhelm-Dankeskirche oder ein Kaiser-Wilhelm-Volkshaus zur Sprache. 1912 hatte der Senat Louis Tuaillon mit der Anfertigung eines Denkmals beauftragt. Dieses sollte jedoch nicht mehr auf dem Markt, sondern neben einem Seitenschiff von St. Jakobi aufgestellt werden. Mit dem „Volkshaus“ hatte Possehl die Standortfrage entschieden. Die Gesellschaft zur Beförderung gemeinnütziger Tätigkeit würdigte das soziale Engagement ihres langjährigen Mitgliedes mit der Verleihung der Denkmünze in Gold.
Zur Verwunderung aller gewann der an der norddeutschen Klinkerarchitektur orientierte und mit dem Holstentor harmonisierte Entwurf Erich Bluncks den Architekten-Wettbewerb. Seinem Weg folgten die anderen Bewerber weniger gekonnt. Seine Leistung bestand vor allem in einer zweckmäßigen Raumaufteilung. Der Erste Weltkrieg verhinderte den Baubeginn und die Inflation entwertete die gestifteten Gelder. In Lübeck sollte von den ursprünglichen Volkshausplänen lediglich das Reiterstandbild verwirklicht werden. Eine Lübecker Delegation war 1916 zur Besichtigung und Abnahme der Gussform in Berlin. Kriegsbedingt konnte der Guss nicht stattfinden. Tuaillon starb kurz nach dem Krieg und August Gaul beaufsichtigte die Herstellung. 1921 erklärten Senat und Bürgerschaft der Situation und den Druck der Sozialdemokraten folgend „das Standbild bestmöglich zu verwerten“. Siegfried Buchenau erstand die Plastik und ließ sie im Park des Herrenhauses aufstellen. Nach seinem Tod gelangte das Denkmal 1934 wieder in den Besitz der Stadt und steht heute zwischen dem Lindenplatz und Hauptbahnhof.
Dem Chef der Hochseeflotte, Reinhard Scheer, stiftete Possehl 1916 100 TM für die Hinterbliebenen der Skagerrakschlacht. Am 31. Dezember des Jahres richtete er mit 500 TM eine Stiftung zugunsten unterstützungsbedürftiger Lübecker Kriegsteilnehmer und deren Hinterbliebene ein. Wenige Monate nach Possehls Tod konnten erstmals Zinsen ausgeschüttet werden.
Der von ihm am 1. Mai 1917 zum 70. Firmenjubiläum in Aussicht gestellte Bau eines Hallenschwimmbades konnte aus denselben Gründen wie das „Volkshaus“ nicht verwirklicht werden.

### Porträt
Anlässlich der hundertsten Wiederkehr des Jahrestages der Völkerschlacht bei Leipzig legte der Lübeckische Senat, erstmals seitdem ihr Tragen in der Franzosenzeit verboten worden war, wieder die damalige Amtstracht an.
Sie bestand aus einem ärmellosen Mantel aus gemusterten, mit Nerz besetzten Seidenstoff und wurde vorn mit doppelt laufender silbervergoldeter Kette zusammengehalten. An ihm erkannte man, ob deren Träger ein Bürgermeister, Senator oder Senatssekretär war. Während der Mantel des Bürgermeisters unten ringsherum auch mit Nerz besetzt war, trug stattdessen der Senator Soutacheborte und der Senatssekretär Bortenbesatz. Die Hüte waren in ihrer Form spanischen Hüten aus jener Zeit nachempfunden und mit schwarzen Sammet überzogen. Der schwarze mit schwarzer mit Köpfen und Verzierungen aus schwarzer Soutachearbeit besetzter Tuchrock zeigte an der Ärmelöffnung eine Spitzenrüsche, die vorne nicht ganz verschlossen wurde, ließ eine Weste aus Seidenbrokat im alten Goldton und ein Jabot hervorstehen. Hinzu kam die Halskrause.
Possehl ließ sich 1918 in jener Amtstracht ohne Hut von Carl Langhorst als lübeckischer Senator im obenstehenden Gemälde, wie auch Emil Ferdinand Fehling zwei Jahre danach von Leopold von Kalckreuth,  malen.

### Beisetzung

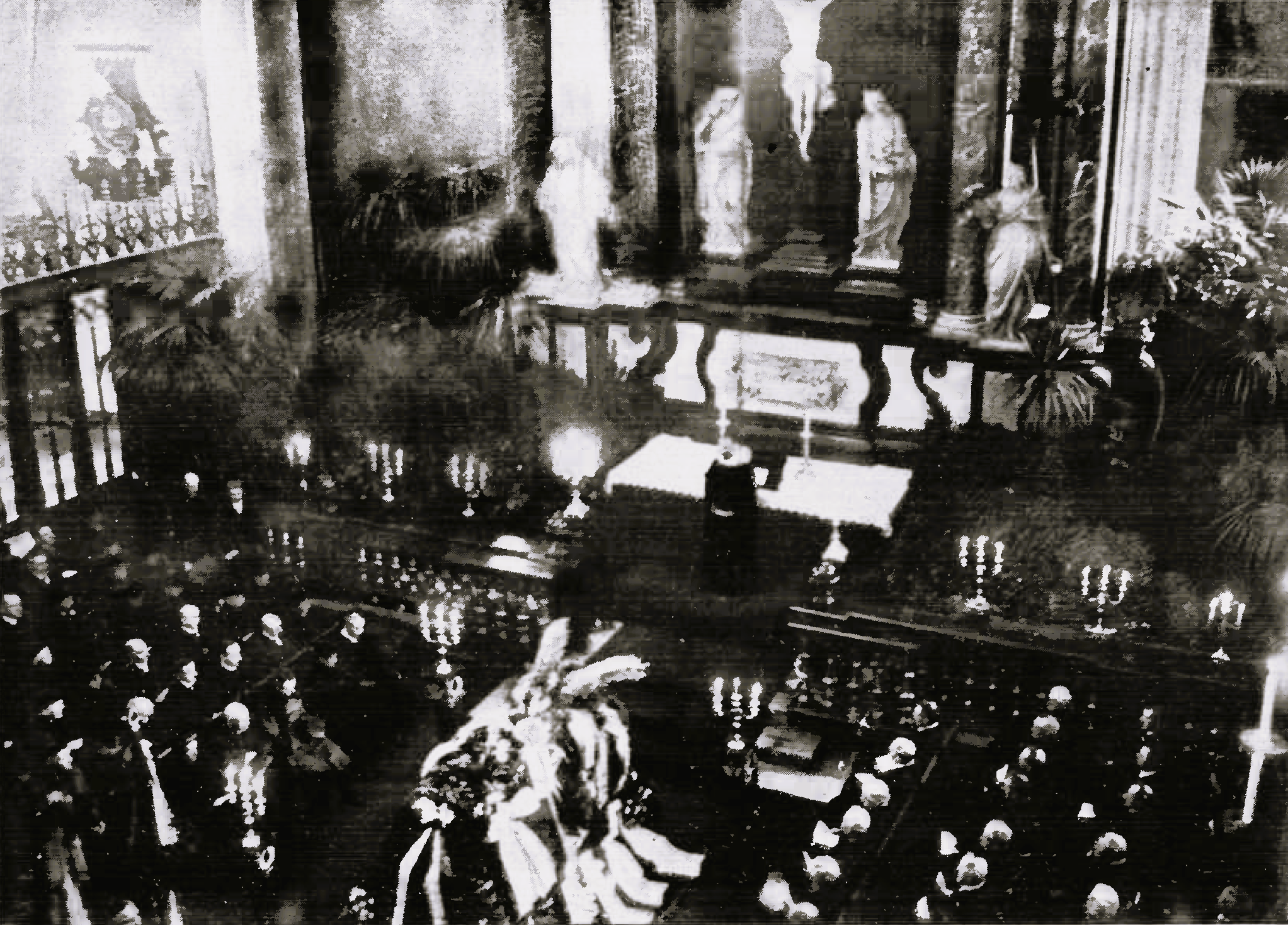
Trauerfeier in der Marienkirche zu Lübeck

Senior Becker leitete am 8. Februar 1919 in der Ratskirche St. Marien die Trauerfeierlichkeiten, der bereits eine in der Musterbahn voranging. Seine Gattin war schwer erkrankt und konnte an der in der Kirche nicht teilnehmen. Der Sarg war vor dem Hochaltar aufgebahrt. Er war mit Kränzen und Blumengewinden überdeckt, an denen neben deutschen Farben auch die aller nordischen Reiche und vieler ausländischer Staaten prangten. Von den Kandelabern wehten Trauerflore. Lorbeer- und Orangenbäume schlossen den Raum zwischen Altar und Lettner.
Im Senatsgestühl der Kirche versammelten sich die in Frack und mit weißer Halsbinde gekleideten Mitglieder des Senats, der Bürgerschaft und des Bürgerausschusses, der Vertreter der Staatsbehörden, der Konsuln auswärtiger Staaten, der Vorstände und Mitarbeiter der vier im Possehlschen Konzern vereinigten Geschäfte der Vertreter von Körperschaften und Privatfirmen des gesamten Handels und Verkehrs, der Industrie, der Kunst und Wissenschaft und viele andere Trauernde waren dort. Vor dem Sarg hatten sechs Fahnen der kameradschaftlichen Vereine, deren Ehrenmitglied Possehl war, Aufstellung genommen.
Einer Trauerweise der Orgel folgte ein gemischter Chor mit dem Voigtländerschen Grabgesang, bevor Becker seine Gedächtnisrede hielt. In ihr kam er auf seine erste Erinnerung an den Verstorbenen, wo dieser als Kavallerist 1871 an der Spitze des heimischen Bataillons aus dem Krieg heimkehrte. Der Rede folgte ein Gebet und der Gottesdienst endete mit dem gemeinsamen „Wenn ich einmal soll scheiden“.
Das Glockenspiel auf dem Reiter der Marienkirche beendete den Gottesdienst. Unter Vortritt der Kriegerfahnen wurde der Sarg hinausgetragen und durch eine riesige, die Straßen umsäumt haltende Menschenmenge zum Burgtorfriedhof getragen. Sämtliche Trauernde, auch die Frauen und die offiziellen Abordnungen, nahmen am Trauerzug zu Fuß teil. Die Wagen folgten an dessen Ende. Sämtliche Fahnen der Stadt waren auf halbmast gesetzt worden.
Auf dem Friedhof wurde der Sarg zu den Klängen des Trauermarsches (Klaviersonate Nr. 2, op. 35) vom Frédéric Chopin zur Gruft getragen und hineingesenkt.
Auf die laut Trauerordnung des Senates zu solchen Anlässen vorgesehene halbe Kompanie und Regimentsmusik wurde wegen des gerade beendeten Krieges verzichtet.

### Familie
Während Possehlsche Verlobungen und Trauungen durch Kirchenbücher, Zeitungen und andere genealogische Quellen feststellbar sind, ist nicht bekannt wann und wo Emil heiratete. Da seine Heirat jedoch nicht standesgemäß war, wird davon ausgegangen, dass es nach dem Tod seines Vaters war. Eine Schauspielerin zu heiraten, war ein gesellschaftlicher Fauxpas.
Wilhelmine Ernestine Schönherr (1848–1921) wurde in Brandis geboren. Ihre Mutter war die Tochter des Pausitzer Gutsbesitzers und Richters Johann Karl Sträubig. Erst Wilhelmines Ankunft in Lübeck 1873 ist belegt und debütierte in dem Stück Maria und Magdalena  von Paul Lindau. Sie gehörte dem Ensemble von Hoffmann’s Victoria Theater, 1888 in Wilhelm-Theater umbenannt, an. Ihre Liaison hielten sie zunächst verborgen. Die Trauung, so wird angenommen, soll auf Helgoland vorgenommen worden sein.
Ihre Ehe blieb kinderlos. Das Paar hatte eine Adoptivtochter, Johanna Albert Possehl (1880–1921), Sie war das Kind einer verwitweten Schwester Wilhelmines.
1906 nahm sich Possehl zweier Waisenjungen an, Adolf und Kurt Fry, die als mögliche Erben seines Geschäfts erzogen werden sollten. Die beiden sollten jedoch nie eine leitende Position in der Firma einnehmen.
Auf einem Vortrag Friedrich von Esmarchs aus dem Jahr 1885 in der Hansestadt gründete sich auf Initiative Emmy Türks im Vaterländischen Frauenverein zur verpflichtenden Unterweisung der von Steuerleuten in Erster Hilfe an allen Seemannschulen. Die Unterweisungen gehören heute zu den Erteilungsvoraussetzungen eines Führerscheins sowie Fahrerlaubnis, der deutschen Küste. Als Frau eines Reeders unterstützte Wilhelmine dies und wurde dafür 1899 am Tag des Ordensfestes mit der Rote Kreuz-Medaille 3. Klasse ausgezeichnet.

## Grabmal

Possehls erstes Grab

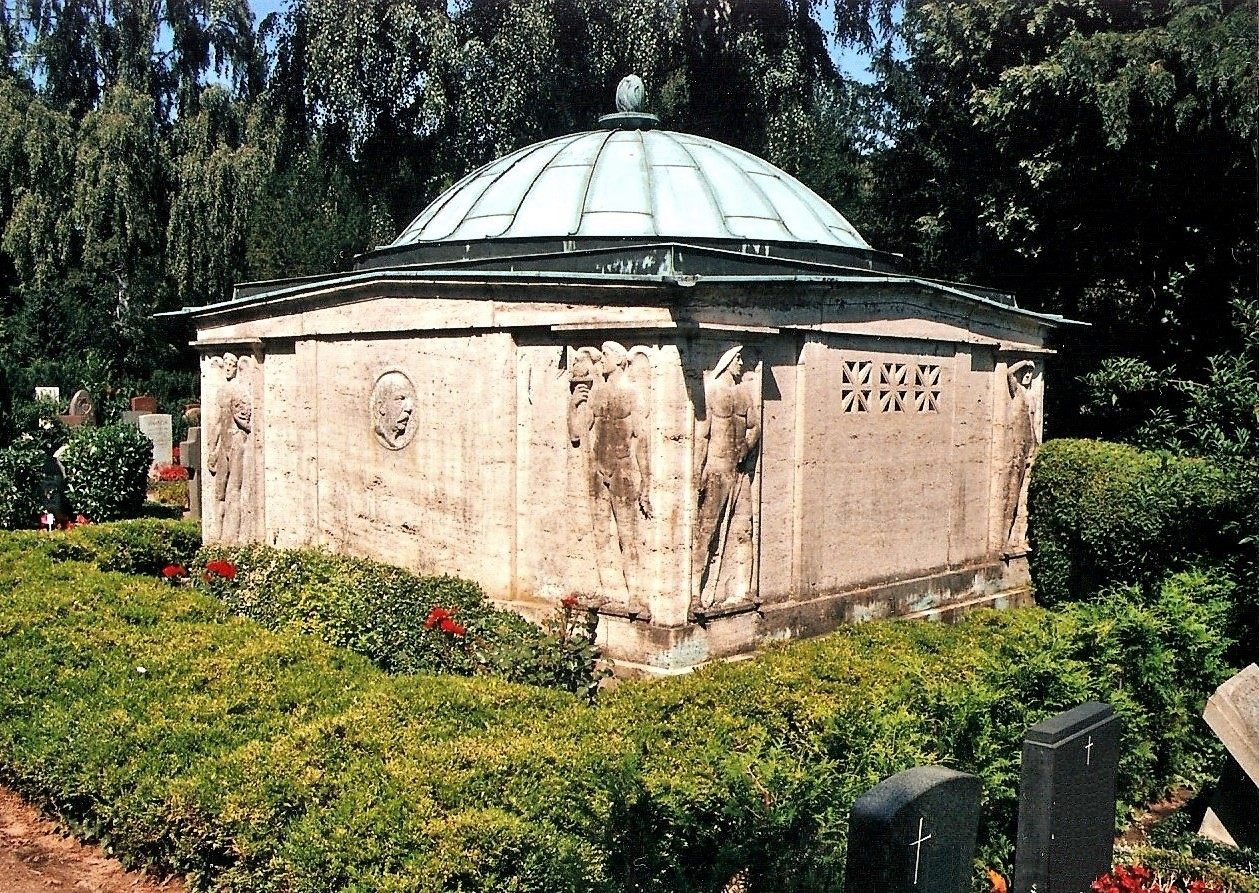
1921/22 errichtetes Mausoleum

Emil Possehls Grab wirkte wie die Steinplatte des väterlichen Erbbegräbnisses eher schlicht, bestand aus einer eher schmucklosen Stele aus Granit mit Eisenkreuz.
Zwei Jahre nach seinem Tod verfügte seine Frau testamentarisch die Errichtung eines Possehl-Mausoleums. Auf einer neu erworbenen Grabstelle sollte ihm ein Denkmal, welches der Persönlichkeit ihres verstorbenen Mannes gerecht werden solle, geschaffen werden. Die Witwe griff in ihrer Verfügung auf sepulkralkulturelle Ausdrucksformen, wie sie zur Kaiserzeit typisch waren, zurück.
Nachdem im Senat ein entsprechender Antrag gestellt und bewilligt wurde, sollte ein des Toten würdiges Grabmal errichtet werden. Der aus Lübeck stammende, in Berlin lebende Bildhauer Hermann Joachim Pagels sowie der in der Hansestadt aufgewachsene Architekt Erich Blunck wurden mit einem gemeinsamen Entwurf betraut.
Aus gelblich getöntem Stein erhebt sich das wuchtige, monumental wirkende Mausoleum. Die Grundform schließt sich an Gruftgewölbe und Erbbegräbnisse an, wie sie auf dem Friedhof zu finden sind. Über der Erde befindet sich der Bau für die Sarkophage. Das Mausoleum ist durch eine flache Kuppel bekrönt, auf der sich eine stilisierte Flamme befindet. Acht große Relieffiguren, je zwei um die Ecken des Grabs, sind ihm als Hüter beigegeben. In der Mitte der Stirnseite ist ein Medaillon mit den charakteristischen Zügen des Senators im Profil angebracht mit je einer männlichen Engelsgestalt zu seinen Seiten. An den beiden anstoßenden Seiten weisen vier allegorische Gestalten – sie verkörpern Bergbau, Schifffahrt, Handel und industrielle Arbeit – auf sein Wirken in jenen Bereichen hin. In die Wand gegenüber dem Portraitrelief ist die Pforte mit der einzigen Inschrift, seinem Namen, über ihr eingelassen. Zu beiden Seiten wird es von trauernden Frauengestalten flankiert.

## Literarisches Nachleben
Emil Possehl stand Pate für die Figur des Jacob Bording in Ida Boy-Eds Roman Ein königlicher Kaufmann (1910). Im Werk Heinrich Manns findet er sich als Spekulant Pidohn in Eugénie oder Die Bürgerzeit (1928) wieder. Auch in der Figur des namenlosen Kaufmanns in Heinrich Manns Eine Liebesgeschichte von 1946 ist Possehl deutlich zu erkennen.
Im Gegensatz zum Eisenmonopolisten in Manns Liebesgeschichte oder dem Spekulanten Pidohn im Eugénie-Roman weist Bording zahlreiche Verbindungen zu Possehl auf. Während Manns Interesse auf sein nonkonformistisches Verhalten zurückzuführen ist und Ereignisse aus dem Leben des Industriellen für den Konflikt zwischen Künstler- und Bürgertum dienten, bemühte sich Boy-Ed um eine Ehrenrettung des in seiner Heimatstadt umstrittenen „Wohltäters“ zu dessen Lebzeiten. Während es Mann um die Wirkung geht, die ein Außenseiter auf die bürgerliche Gesellschaft, deren Mitglied er zugleich ist, ausübt, mutet Boy-Eds Anliegen eher im Sinne einer Würdigung des vielfach missverstandenen Possehls an. Wie Jacob Bording, zählte auch die historische Vorlage ihrer Romanfigur, Emil Possehl, zu ihren erklärten Lieblingen.

## Auszeichnungen und Ehrungen

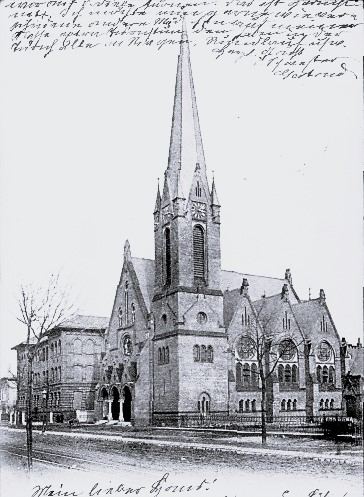
St. Matthäi und Schulgebäude (1900)

- 1896: Ritterkreuz 1. Klasse Wasaorden
- 1900: Roter Adlerorden 3. Klasse
- Zum Gedächtnis des im Vorjahr verstorbenen Senators beschloss der Senat am 4. Februar 1920, die neue Straße auf dem ehemaligen Bahndamm (Holstentor–Geniner Straße) als Possehlstraße zu benennen.[80]
- 2005 wurde die u. a. aus der Gewerbeschule III neben der St.-Matthäi-Kirche aus der Schwartauer Allee neuentstandene Schule nach ihm benannt.[81]

## Schriften
- Rede des Herrn Großkaufmann E. Possehl über „Wehrmacht und Erwerbsleben“ in der 1. Gesamt-Vorstands-Sitzung des Deutschen Wehrvereins, ... (gehalten in Berlin am 11. Mai 1912) o. V., o. O. 1912.[82] / Max Schmidt, Lübeck 1917.[83]
  - englischsprachige Ausgabe unter dem Titel An economical war will throw Germany on her knees. A speech made on the 11th May 1912. G. Delmas, Bordeaux 1912. (auch: London 1916.) (Digitalisat der University of Pennsylvania / Digitalisat der University of Toronto via Internet Archive)

## Verweise